# Grégory Lemarchal
Grégory Lemarchal (La Tronche, 13 de maig de 1983 – Suresnes, 30 d'abril de 2007 a causa d'una fibrosi quística) fou un cantant francès guanyador de la quarta temporada del programa de televisió Star Academy, un Operación Triunfo francès, retransmès per la cadena TF1. Els seus dos àlbums d'estudi van aconseguir arribar al número 1 de les llistes franceses.

## Discografia

### Àlbums
- "Je deviens moi" (2005)
- "Olympia 06" (2006)
- "La voix d'un ange" (2007)

### Singles
- "Écris l'histoire" (2005)
- "Je suis en vie" (2005)
- "À corps perdu" (2005)
- "Même si" (duet amb Lucie Silvas) (2006)
- "Le feu sur les planches" (2006)
- "De temps en temps" (2007)
- "Pardonne moi"
- "Le bonheur tout simplement"
- "Un vie moins ordinaire"
- "Restons amis"